# Marmari (Kos)

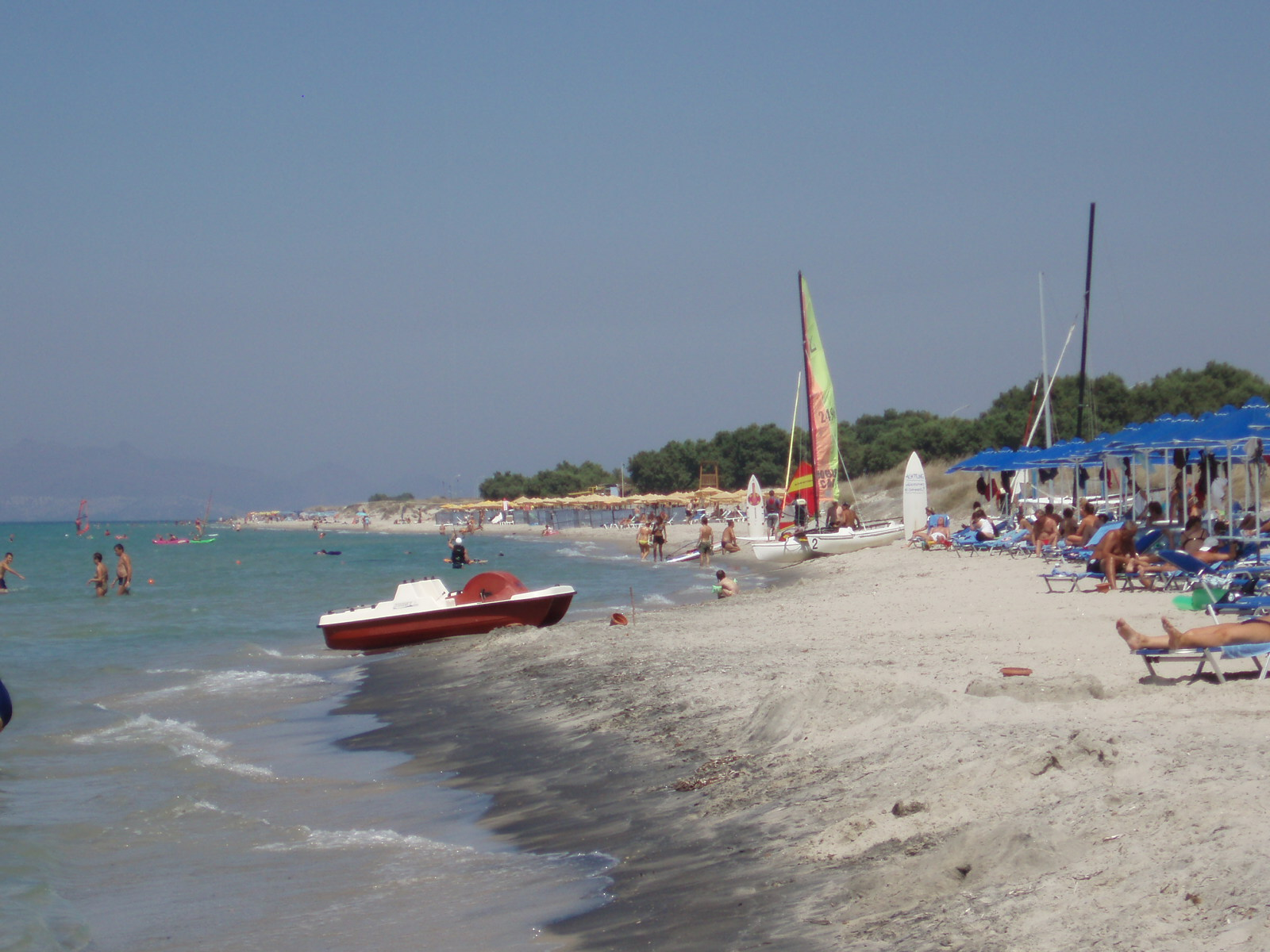
Strand von Marmari (2006)

Marmari (griechisch Μαρμάρι (n. sg.)) ist ein kleiner Ort auf der griechischen Insel Kos.

## Lage, Geographie, Verkehr
Marmari liegt rund 13 Kilometer Luftlinie westlich der Stadt Kos auf etwa 0 bis 7 Meter über dem Meeresspiegel. Von der zwischen Kos und Kefalos verlaufenden Hauptverbindungsstraße der Insel ist Marmari ein Straßenkilometer entfernt. Zum Flughafen Kos bei Andimachia sind es etwa zehn Kilometer Luftlinie. Im Osten sind die nächsten Orte Tigaki, Zipari und Linopotis, im Süden Pyli und im Westen Mastichari. Von Dorfzentrum von Marmari zum Meer sind es etwa ein Kilometer Luftlinie, zum Salzwassersee Alykes rund 1,5 Kilometer. Im Norden, etwa 5 Kilometer über das Meer, liegt die Insel Pserimos und die unbewohnte Insel Platy. Nordwestlich, etwa 12 Kilometer über das Meer die Insel Kalymnos (Kalymnos ist die viertgrößte Dodekanesinsel).
Marmari ist durch Buslinien mit Kos und Kefalos und den dazwischen liegenden Orten verbunden.

## Bevölkerung und politische Gliederung, Wirtschaft
Marmari gehört zum Gemeindebezirk Dikeos (Δημοτική Ενότητα Δικαίου) der 7130 Personen (2011) beheimatete. Der Gemeindebezirk Dikeos ist in zwei Stadtbezirke (Asfendiou und Pyli) mit acht Orten untergliedert. Innerhalb des Stadtbezirks Pyli (Δημοτική Κοινότητα Πυλίου) lebten 3036 Personen (2011). Dieser Stadtbezirk umfasst die Kleinstadt Pyli (Πυλί) mit 2469 Personen (2011) und das Dorf Marmari (Μαρμάρι) mit 567 Personen (2011).
Marmari hat sich in den letzten Jahrzehnten von einem landwirtschaftlich orientierten Dorf bzw. Fischerort zu einem Ferienort gewandelt.